# Pantacantha
Pantacantha, monotipski biljni rod iz porodice pomoćnica smješten u tribus Benthamielleae, dio potporodice Cestroideae.. Jedina vrsta je P. ameghinoi, endemski grm iz južne Argentine
Rod je opisan u Anales de la Sociedad Científica Argentina 53: 171. 1902.

## Staništa
Raste na visinama od minimalno 1700 do 2400 metara, po provincijama Chubut, Mendoza, Neuquen i Rio Negro.